# Catarina Paladini
José Antonio Frozza Paladini (São Miguel do Oeste, 1 de dezembro de 1982), mais conhecido como Catarina Paladini, é um político brasileiro, filiado ao Partido da Social Democracia Brasileira
 (PSDB), deputado estadual no Rio Grande do Sul por duas vezes (2011-2019) e atual Secretário de Justiça, Cidadania e Direitos Humanos do RS.
Catarina nasceu em São Miguel do Oeste, Santa Catarina, porém reside desde os 11 anos de idade em Pelotas, onde começou sua militância política a partir de movimentos sociais. Graduado em direito pela Universidade Católica de Pelotas (UCPel), Catarina participou do movimento estudantil, coordenou o Projeto Cidadão - que chegou a atender 390 crianças no bairro Fragata - e atuou na direção da associação de moradores da Guabiroba, além de participar do projeto "Amigo da Escola", nos colégios Lima e Silva e Sylvia Mello.
Na política, em 2004, foi a grande surpresa da eleição, garantindo a primeira suplência aos 22 anos, com 2.543 votos. Em 2008, concorrendo pelo Partido Comunista do Brasil (PCdoB), foi o segundo candidato a vereador mais votado de Pelotas, com 6.722 votos, mas não se elegeu em decorrência de sua legenda. Na eleição seguinte, no entanto, alcançou a marca de 32.035 votos, sendo mais de 28 mil em Pelotas, elegendo-se assim deputado estadual pelo Partido Socialista Brasileiro (PSB).
Como parlamentar, Catarina propôs onze projetos de lei e uma emenda constitucional, tornando-se um dos deputados mais atuantes da Assembleia Legislativa do Rio Grande do Sul. Foi o responsável pela criação da Frente Parlamentar em Defesa de Políticas Públicas para a Juventude e de uma comissão especial para acompanhar os rumos da Universidade Estadual do Rio Grande do Sul (UERGS), além de organizar dezessete audiências públicas sobre diversos temas em todo o estado.
Em 2014, ao buscar a reeleição para a Assembleia Legislativa gaúcha, obteve 18033 votos, e acabou perdendo a cadeira de deputado estadual.
Foi Secretário de Estado do Trabalho e Desenvolvimento Social de junho de 2016 até dezembro do mesmo ano quando assumiu a titularidade da cadeira de deputado estadual deixada pelo prefeito eleito de Cachoeirinha, Miki Breier.
Em 2019, foi nomeado pelo governador Eduardo Leite como secretário de Justiça, Cidadania e Direitos Humanos.